# Sonnenfinsternis vom 19. April 2004
Die partielle Sonnenfinsternis vom 19. April 2004 war die erste von zwei partiellen Sonnenfinsternissen im Jahre 2004. Sie konnte im südlichen Afrika beobachtet werden. In Madagaskar allerdings wurde die Sonne erst unmittelbar vor ihrem Untergang von der schwarzen Mondscheibe berührt.